# بخش کلو، شهرستان کیتسون، مینه سوتا
بخش کلو (به انگلیسی: Clow Township) یک منطقهٔ مسکونی در ایالات متحده آمریکا است که در شهرستان کیتسان، مینه‌سوتا واقع شده‌است.
 بخش کلو ۱۱۸٫۰ کیلومتر مربع مساحت و ۳۷ نفر جمعیت دارد و ۲۴۴ متر بالاتر از سطح دریا واقع شده‌است.